# Unione Sportiva Sanremese 1939-1940
Questa pagina raccoglie i dati riguardanti l'Unione Sportiva Sanremese nelle competizioni ufficiali della stagione 1939-1940.

## Rosa
| N. |                      | Ruolo | Calciatore          |
| -- | -------------------- | ----- | ------------------- |
|    | Italia (bandiera)    | C     | Pietro Acquarone    |
|    | Italia (bandiera)    | C     | Emilio Albiosi      |
|    | Argentina (bandiera) | A     | César Bertolo       |
|    | Argentina (bandiera) | C     | Domingo Bertolo     |
|    | Italia (bandiera)    | D     | Agostino Bertolotto |
|    | Italia (bandiera)    | D     | Aldo Biancheri      |
|    | Italia (bandiera)    | D     | Filippo Bongiovanni |
|    | Italia (bandiera)    | A     | Renato Cattaneo     |
|    | Italia (bandiera)    | C     | Bruno Cempi         |
|    | Italia (bandiera)    | D     | Sergio Coletti      |
|    | Italia (bandiera)    | C     | Nevio Del Monte     |
|    | Italia (bandiera)    | D     | Ernesto Finelli     |
|    | Italia (bandiera)    | A     | Mario Ghiglione     |
|    | Italia (bandiera)    | C     | Amilcare Gilardoni  |

| N. |                   | Ruolo | Calciatore              |
| -- | ----------------- | ----- | ----------------------- |
|    | Italia (bandiera) | A     | Francesco Imberti       |
|    | Italia (bandiera) | C     | N. Imperiali            |
|    | Italia (bandiera) | P     | Secondo Lanfranco       |
|    | Italia (bandiera) | A     | Enrico Manna            |
|    | Italia (bandiera) | P     | Nello Lecci             |
|    | Italia (bandiera) | A     | Giovanni Mantero        |
|    | Italia (bandiera) | A     | Carlo Martini           |
|    | Italia (bandiera) | C     | Giovan Battista Martini |
|    | Italia (bandiera) | C     | Giovanni Nuvoloni       |
|    | Italia (bandiera) | C     | Lorenzo Ruffini         |
|    | Italia (bandiera) | C     | Giacomo Saccheri        |
|    | Italia (bandiera) | D     | Giovanni Sciolla        |
|    | Italia (bandiera) | P     | Terenzio Signori        |
|    | Italia (bandiera) | A     | Mario Ventimiglia       |

## Risultati

### Serie B

#### Girone di andata
| Arbitro: | Viarengo (Asti) |

|             |           |              |
| Imberti 27’ | Marcatori | 24’ Porcelli |

| Arbitro: | Coletti (Treviso) |

|                                         |           |                             |
| Bertoni II 24’, 68’ (rig.) Scategni 60’ | Marcatori | 22’ Finelli 70’ Ventimiglia |

| Arbitro: | Siino (Palermo) |

|                                        |           |  |
| Gambini 9’ Dapas 55’ (rig.) Romano 76’ | Marcatori |  |

| Arbitro: | Limido (Milano) |

|             |           |  |
| Imberti 22’ | Marcatori |  |

| Arbitro: | Curradi (Firenze) |

|                                 |           |  |
| Busoni 8’, 88’ Liguera 17’, 73’ | Marcatori |  |

| Arbitro: | Rosso (Torino) |

|                                |           |             |
| Ghiglione 55’, 71’ Imberti 85’ | Marcatori | 51’ Appiani |

| Arbitro: | Salvatori (Roma) |

|  |           |                 |
|  | Marcatori | 65’ Ventimiglia |

| Arbitro: | Garzena (Voghera) |

|             |           |                             |
| Ruffini 64’ | Marcatori | 12’ Casanchini 14’ Colaneri |

| Bergamo 19 novembre 1939 9ª giornata | Atalanta                | 0 – 0 referto | Sanremese | Stadio Mario Brumana\| Arbitro: \| Gnocchini (Alessandria) \| |
| Arbitro:                             | Gnocchini (Alessandria) |               |           |                                                               |

| Arbitro: | Bellè (Venezia) |

|  |           |           |
|  | Marcatori | 54’ Rossi |

| Arbitro: | Neri (Vicenza) |

|                            |           |  |
| Colli 23’ Di Benedetti 27’ | Marcatori |  |

| Sanremo 17 dicembre 1939 12ª giornata | Sanremese       | 0 – 0 referto | Catania | Stadio Polisportivo del Littorio\| Arbitro: \| Macchi (Milano) \| |
| Arbitro:                              | Macchi (Milano) |               |         |                                                                   |

| Arbitro: | Curradi (Firenze) |

|                           |           |  |
| D'Odorico 25’ Bertoli 89’ | Marcatori |  |

| Arbitro: | Cardinali (Milano) |

|               |           |                             |
| Acquarone 65’ | Marcatori | 15’ Tori 67’ Stua 85’ Viani |

| Arbitro: | Giambone (Venezia) |

|                |           |  |
| Scaramelli 20’ | Marcatori |  |

| Arbitro: | Rosso (Torino) |

|               |           |            |
| Ghiglione 61’ | Marcatori | 47’ Varoli |

| Arbitro: | Camiolo (Milano) |

|            |           |               |
| Celant 62’ | Marcatori | 82’ Ghiglione |

#### Girone di ritorno
| Arbitro: | Bogetti (Cuneo) |

|                      |           |             |
| Ussello 7’, 43’, 76’ | Marcatori | 67’ Ruffini |

| Arbitro: | Viarengo (Asti) |

|                      |           |                       |
| Provaglio 33’ (aut.) | Marcatori | 22’ (rig.) Bertoni II |

| Arbitro: | Scorzoni (Bologna) |

|  |           |                        |
|  | Marcatori | 57’ Polack 86’ Bandini |

| Arbitro: | Camiolo (Milano) |

|                  |           |  |
| Gobbi 43’ (rig.) | Marcatori |  |

| Arbitro: | Carpani (Milano) |

|             |           |          |
| Imberti 69’ | Marcatori | 71’ Lupi |

| Arbitro: | Marsciani (Modena) |

|                  |           |  |
| Degli Esposti 7’ | Marcatori |  |

| Arbitro: | Pirovano (Monza) |

|  |           |           |
|  | Marcatori | 71’ Pozzo |

| Lodi 31 marzo 1940 25ª giornata | Fanfulla | 7 – 2 | Sanremese | Stadio Dossenina |

| Arbitro: | Zelocchi (Modena) |

|  |           |                             |
|  | Marcatori | 23’, 72’ Cominelli 50’ Erba |

| Arbitro: | Gamba (Napoli) |

|             |           |                                            |
| Cerutti 46’ | Marcatori | 45’, 50’, 79’, 88’ Imberti 57’ Ventimiglia |

| Arbitro: | Mantovani |

|  |           |           |
|  | Marcatori | 68’ Lippi |

| Arbitro: | Altomare (Taranto) |

|           |           |             |
| Rossi 73’ | Marcatori | 70’ Albiosi |

| Arbitro: | Cardinali (Milano) |

|               |           |  |
| Ghiglione 58’ | Marcatori |  |

| Arbitro: | Rizzo (Messina) |

|                      |           |  |
| Stua 7’ Zidarich 49’ | Marcatori |  |

| Arbitro: | Silvano (Torino) |

|             |           |             |
| Finelli 29’ | Marcatori | 88’ Moretti |

| Arbitro: | Andreoni (Milano) |

|                                                                      |           |  |
| Rossi 3’, 41’, 78’ Varoli 9’, 76’ Torti 33’, 77’ Silvestrelli II 84’ | Marcatori |  |

| Arbitro: | Gorini (Milano) |

|                             |           |           |
| Martini 31’ Ventimiglia 55’ | Marcatori | 21’ Negri |

### Coppa Italia
| Arbitro: | Leoni |

|                           |           |               |
| Sabbatini 45+4’ Bulla 71’ | Marcatori | 45+1’ Imberti |

## Statistiche

### Statistiche di squadra
| Competizione | Punti | In casa | In casa | In casa | In casa | In casa | In casa | In trasferta | In trasferta | In trasferta | In trasferta | In trasferta | In trasferta | Totale | Totale | Totale | Totale | Totale | Totale | DR  |
| Competizione | Punti | G       | V       | N       | P       | Gf      | Gs      | G            | V            | N            | P            | Gf           | Gs           | G      | V      | N      | P      | Gf     | Gs     | DR  |
| ------------ | ----- | ------- | ------- | ------- | ------- | ------- | ------- | ------------ | ------------ | ------------ | ------------ | ------------ | ------------ | ------ | ------ | ------ | ------ | ------ | ------ | --- |
| Serie B      | 21    | 17      | 4       | 6       | 7       | 14      | 20      | 17           | 2            | 3            | 12           | 13           | 40           | 34     | 6      | 9      | 19     | 27     | 60     | -33 |
| Coppa Italia |       | -       | -       | -       | -       | -       | -       | 1            | 0            | 0            | 1            | 1            | 2            | 1      | 0      | 0      | 1      | 1      | 2      | -1  |
| Totale       |       | 17      | 4       | 6       | 7       | 14      | 20      | 18           | 2            | 3            | 13           | 14           | 42           | 35     | 6      | 9      | 20     | 28     | 62     | -34 |

### Statistiche dei giocatori
| Giocatore      | Serie B  | Serie B | Coppa Italia | Coppa Italia | Totale   | Totale |
| Giocatore      | Presenze | Reti    | Presenze     | Reti         | Presenze | Reti   |
| -------------- | -------- | ------- | ------------ | ------------ | -------- | ------ |
| P. Acquarone   | 29       | 1       | 1            | 0            | 30       | 1      |
| E. Albiosi     | 14       | 1       | -            | -            | 14       | 1      |
| C. Bertolo     | 29       | 1       | 1            | 0            | 30       | 1      |
| D. Bertolo     | 13       | 0       | 1            | 0            | 14       | 0      |
| A. Bertolotto  | 32       | 0       | 1            | 0            | 33       | 0      |
| M. Bianco      | 1        | 0       | -            | -            | 1        | 0      |
| F. Bongiovanni | 3        | 0       | -            | -            | 3        | 0      |
| R. Cattaneo    | 3        | 0       | -            | -            | 3        | 0      |
| B. Cempi       | 2        | 0       | -            | -            | 2        | 0      |
| S. Coletti     | 22       | 0       | -            | -            | 22       | 0      |
| N. Del Monte   | 15       | 0       | 1            | 0            | 16       | 0      |
| E. Finelli     | 16       | 2       | -            | -            | 16       | 2      |
| Gianelli       | 1        | 0       | -            | -            | 1        | 0      |
| M. Ghiglione   | 31       | 5       | 1            | 0            | 32       | 5      |
| A. Gilardoni   | 21       | 0       | 1            | 0            | 22       | 0      |
| F. Imberti     | 20       | 9       | 1            | 1            | 21       | 10     |
| N. Imperiali   | 1        | 0       | -            | -            | 1        | 0      |
| S. Lanfranco   | 31       | -57     | 1            | -2           | 32       | -59    |
| N. Lecci       | 1        | -1      | -            | -            | 1        | -1     |
| G. Mantero     | 14       | 0       | 1            | 0            | 15       | 0      |
| C. Martini     | 5        | 1       | -            | -            | 5        | 1      |
| G.B. Martini   | 8        | 0       | -            | -            | 8        | 0      |
| G. Nuvoloni    | 8        | 0       | -            | -            | 8        | 0      |
| L. Ruffini     | 30       | 1       | 1            | 0            | 31       | 1      |
| G. Saccheri    | 1        | 0       | -            | -            | 1        | 0      |
| G. Sciolla     | 12       | 0       | -            | -            | 12       | 0      |
| T. Signori     | 2        | -2      | -            | -            | 2        | -2     |
| M. Ventimiglia | 29       | 4       | -            | -            | 29       | 4      |